# Angelos Charisteas
Angelos Charisteas (Serres, 9. veljače 1980.), je grčki bivši nogometaš koji je igrao za grčku nogometnu reprezentaciju.
Bio je član legendarne generacije grčke reprezentacije koja je osvojila naslov na EP-u 2004., a on je zabio tri pogotka na turniru od kojih je jedan bio pobjednički u finalu protiv Portugala. Također je nastupio na EP-u 2008. i SP-u 2010.

## Trofeji

### Klupski
Werder Bremen:
- Bundesliga (1): 2003./04.
- DFB-Pokal (1): 2003./04.

Ajax:
- Nizozemski Superkup (1): 2006.
- KNVB Kup (1) : 2005./06.

Schalke 04:
- DFB-Pokal (1): 2010./11.

### Reprezentacija
Grčka:
- Europsko prvenstvo (1): 2004.